# 252794 Maironis
252794 Maironis è un asteroide della fascia principale. Scoperto nel 2002, presenta un'orbita caratterizzata da un semiasse maggiore pari a 3,1450493 UA e da un'eccentricità di 0,1444042, inclinata di 17,45096° rispetto all'eclittica.